# N'Tonkira
N'Tonkira est une localité du sud-ouest du Burkina Faso située dans le département de Loropéni de la province du Poni dans la région Sud-Ouest.

## Économie
Les populations du village vivent essentiellement de l'agriculture. Les produits agricoles sont destinés à la consommation. Ce sont le petit mil, le maïs, le riz et le sorgho. Ce dernier est beaucoup plus utilisé dans la préparation du dolo (bière locale faite à base du sorgho) en pays lobi. Au delà de ces cultures vivrières, l'on a des cultivateurs qui s'adonnent à la culture du coton et du sésame dans le but de vendre les produits pour certains besoins familiaux comme la scolarisation des enfants.

## Santé et éducation
Le centre de soins le plus proche de N'Tonkira est le centre de santé et de promotion sociale (CSPS) de Koro, tandis que le centre médical se trouve à Kampti et que le centre hospitalier régional (CHR) de la province est à Gaoua.